# النشابية
النشابية بلدة ومركز ناحية النشابية في منطقة دوما التابعة لمحافظة ريف دمشق. تقع قرب مطار دمشق الدولي. بلغ عدد سكان الناحية 34,206 نسمة حسب تعداد عام 2004.